# Bronquitis crónica
La bronquitis crónica es una enfermedad inflamatoria de los bronquios respiratorios que está asociada con la exposición prolongada a irritantes respiratorios no específicos, incluyendo microorganismos, y que se acompaña de hipersecreción de moco y de ciertas alteraciones estructurales en el bronquio, tales como fibrosis, descamación celular, hiperplasia de la musculatura lisa, etc. Se trata de una variante de la enfermedad pulmonar obstructiva crónica.

## Síntomas
Clínicamente, se define como una enfermedad caracterizada por la presencia de tos y/o expectoración durante al menos tres meses al año, durante al menos dos años consecutivos, y que no sean atribuibles a ninguna otra causa o enfermedad.
Puede presentarse con o sin sangre y solo los casos muy evolucionados se acompañan de insuficiencia respiratoria, edemas de las extremidades, en particular los pies y cor pulmonale.
La bronquitis prologada o a repetición, aquella que cursa sin obstrucción, no entraría en el concepto de EPOC, sino en bronquitis aguda recurrente, haciéndose imperante su diagnóstico diferencial con asma.

## Causas
Existen dos factores importantes en la causa de la bronquitis crónica:
1. La irritación continua de las vías aéreas provocada por sustancias inhaladas.
2. Las infecciones microbianas.

### Irritación crónica por sustancias inhaladas
El tabaquismo por sí mismo produce exceso de secreción mucosa, a la vez que perjudica la función ciliar del epitelio respiratorio, siendo también causa de metaplasia escamosa y displasia atípica.
Otros factores como infecciones por bacterias, virus u hongos, así como contaminantes ambientales del aire, incluyendo polución industrial (por ejemplo, carbón, cereales y metalúrgica) son causas muy comunes y frecuentes de bronquitis crónica. También se ha señalado como agentes causantes a otras formas de contaminación atmosférica, principalmente al dióxido de azufre y al dióxido de nitrógeno.
Tratamiento de la bronquitis crónica: el tratamiento específico para la bronquitis crónica será determinado por el médico en función de lo siguiente:
- La edad, estado general de salud y antecedentes médicos del paciente.

- El grado de avance de la enfermedad.
- La potencial tolerancia a determinados medicamentos, procedimientos o terapias.
- Las expectativas para la evolución de la enfermedad.

Puede incluir lo siguiente:
- Medicamentos orales.
- Medicamentos broncodilatadores inhalados.
- Suplementación de oxígeno mediante botellas portátiles.
- Cirugía de reducción para eliminar una zona de pulmón dañada.
- Trasplante de pulmón.
- Antiinflamatorios inhalados

### Infecciones microbianas
Por regla general, se considera que la invasión microbiana ocurre solo cuando la irritación crónica y la secreción mucosa excesiva afectan a las defensas normales. Pero existen estudios en los que los cultivos bacterianos han arrojado resultados no concluyentes.
Los virus también contribuyen, en especial los del grupo sincicial respiratorio, aunque en este caso también existen dudas de si son pasajeros secundarios o causas primarias.

## Fisiopatología
Los irritantes bronquiales en el aire causan:
- Parálisis ciliar de las células de la mucosa respiratoria, lo cual ocasiona una retención de las secreciones de moco por las células caliciformes incrementando enormemente el riesgo de infecciones secundarias.
- Inflamación de la mucosa bronquial y alveolar con infiltración de neutrófilos y un incremento en la acumulación de proteasas tóxicas, causando destrucción del epitelio ciliar, fibrosis y metaplasia escamosa incrementando grandemente el riesgo de una obstrucción local irreversible.
- Espasmo bronquial con obstrucción bronquial reversible y con el tiempo, destrucción del epitelio ciliar, fibrosis y metaplasia.
- Hipertrofia glandular con hipersecreción de moco por la mucosa pudiendo llevar a insuflación pulmonar y atelectasia.

## Epidemiología
El cigarrillo es la causa más común de bronquitis crónica y no hay precondición por sexo, edad o etnia.
Pueden verse afectados hasta un 5 % de la población y tiende a ocurrir más en mujeres y personas mayores de los 45 años.